# ولیکه رودنه
ولیک رودنه (اسلوونیایی: Velike Rodne) یک زیستگاه انسانی در اسلوونی است که در رگاشکا سلاتینا واقع شده‌است.

## خصوصیات
ولیک رودنه ۰٫۹۸ کیلومترمربع مساحت و ۱۵۲ نفر جمعیت دارد و ۳۴۲٫۷ متر بالاتر از سطح دریا واقع شده‌است.